# 빙원

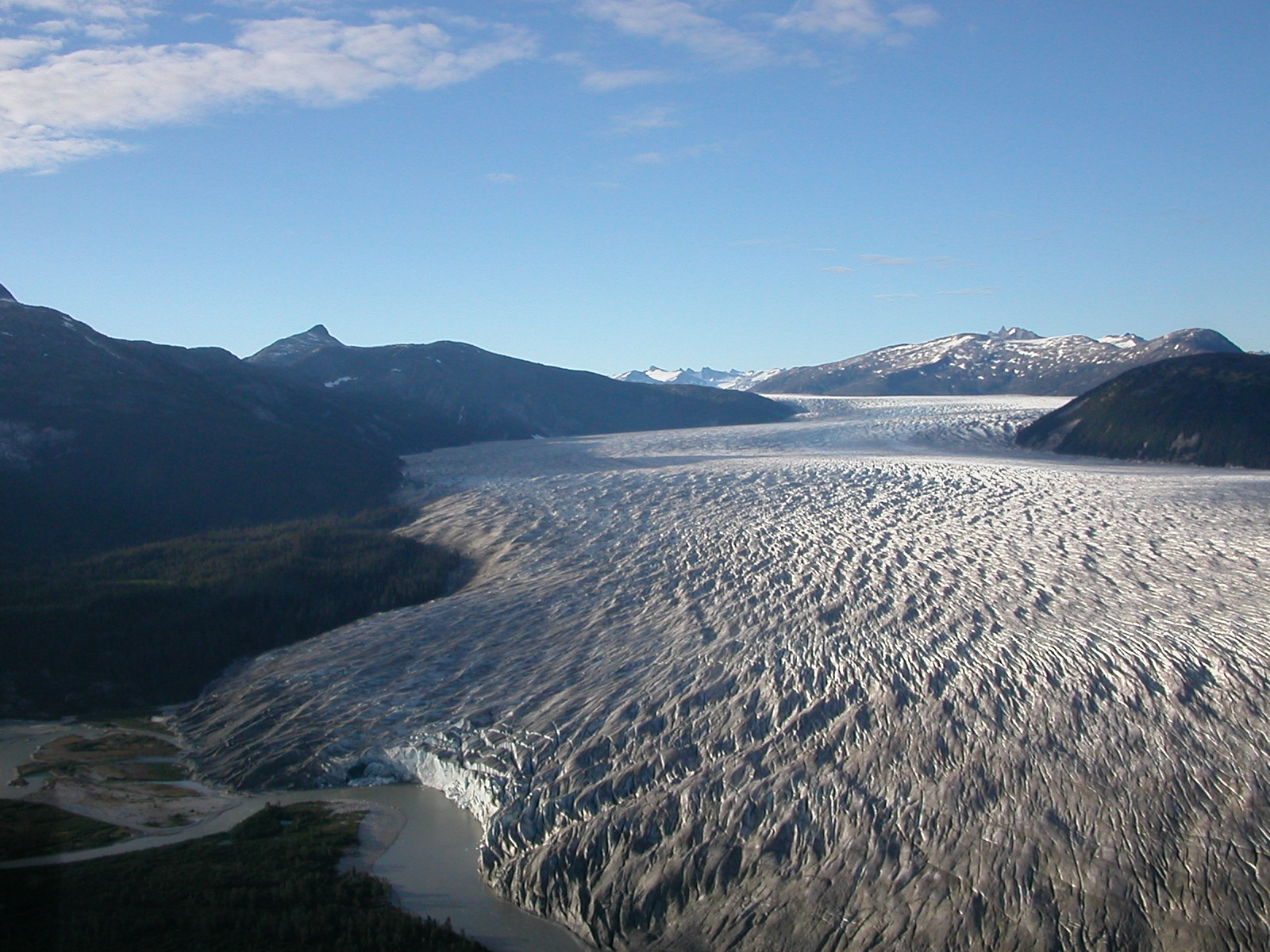
빙원

빙원(氷原, 문화어: 얼음벌)은 충분한 강수량을 가지면서도 추운 날씨와 높은 고도에서 볼 수 있는 50,000 km2 (19,305 mile²)가 채 안 되는 얼음 지역이다. 곧, 이 곳은 지면이 얼음으로 덮여 있는 넓은 지역이다. 빙원은 많은 눈이 몇 년에 걸쳐 축적되면서 응고에 의해 얼음으로 바뀌어 형성된다.

## 같이 보기
- 빙상
- 빙하
- 누나타크